# Persepolis (film)
Persepolis är en prisbelönad animerad film från 2007 baserad på Marjane Satrapis självbiografiska serieroman med samma namn. Filmen skrevs och regisserades av Satrapi och Vincent Paronnaud. Berättelsen följer en ung tjej som växer upp i Iran under den iranska revolutionen, och visar hur hennes familjs drömmar om förändring krossas när muslimska fundamentalister tar makten och mänskliga friheter drastiskt inskränks, bland annat genom att man tvingar kvinnor bära hijab och fängslar tusentals; historien slutar med Marjane som en 21-årig emigrant. Titeln är en referens till den historiska staden Persepolis. 
Filmen vann 2007 års jurypris i filmfestivalen i Cannes och släpptes i Frankrike och Belgien 27 juni. I sitt tacktal sa Satrapi: "Även om den här filmen är universell, vill jag tillägna priset till alla iranier." Filmen nominerades också till Oscarspriset för bästa animerade film. 

## Handling
Filmen börjar med Marjane, ett begåvat men oregerligt och ensamt barn som växer upp under Shahens diktatur. Hennes föräldrar hör till den bildade övre medelklass som hoppas på politisk förändring och demokrati i och med slutet på Shahens styre. Marjane själv vill bli profet.
När revolterna mot Shahen tilltar befrias hennes farbror, en kommunistkader från Azarbaijanregionen, ur fängelset. Han berättar hur han hade kämpat för proletariatets triumf, och hur han till och med flydde till Sovjetunionen för att studera i Moskva. Snart arresteras han dock på nytt av den nya regimen, liksom andra oppositionella, för att "skydda" den iranska revolutionen. Marjanes farbror döms till döden. Före avrättningen får Marjane besöka honom, vilket gör djupt intryck på henne. 
Marjane växer upp under den islamistiska regimen hon blir en rebellisk tonåring som bär en traditionell hijab till adidasskor och en jeansjacka som det står "Punk Is Not Ded [sic]" på. Hon lyssnar på "rebellisk" musik som The Bee Gees (senare i tonåren övergår hennes musiksmak till Iron Maiden). Hennes mormor, en öm men ändå självständig kvinna, är en annan av hennes influenser och lär henne vikten av integritet. 
I början av kriget mellan Iran och Irak börjar hennes föräldrar oroa sig för Marjanes säkerhet. Eftersom hon hade studerat på den franska skolan i Teheran skickas hon till den franska skolan i Wien. Den iranska tonåringen passar inte in i Österrike, men blir till slut vän med ett par andra studenter. Efter ett misslyckat förhållande drabbas hon av en existentiell kris, och det slutar med att hon sover på Wiens gator. Efter att ha hostat upp blod, antagligen på grund av luftrörskatarr, och blivit intagen på sjukhus, ber hon sina föräldrar att få återvända till Iran utan att de ställer några frågor. 
Tillbaka i hemlandet blir hon först deprimerad av att se de hemska förhållandena hennes familj och gamla vänner försatts i av den islamistiska regimen, som blivit ännu mer förtryckande och extrem. Så småningom reser hon sig dock och börjar studera konst på Teherans universitet. Sådant som att behöva studera anatomi på chadorklädda kvinnor och trakasserier från Islamiska revolutionsgardet får henne att protestera. 
Marjanes offentliga protester på universitetet får hennes föräldrar att frukta för hennes säkerhet, och de övertalar henne till slut att emigrera till Paris och lämna sin familj bakom sig.

## Teknik
Filmen är svartvit i liknande stil som de ursprungliga serieteckningarna. Scenerna som utspelar sig i berättelsens nutid är i färg, medan de delarna som det berättas som flashback är svartvita. Animeringen gjordes av två specialinriktade studior: Je Suis Bien Content och Pumpkin 3D.

## Skådespelare
Röstskådespelarna i den ursprungliga franska versionen inkluderar:
- Chiara Mastroianni som Marjane i tonåren och som vuxen
- Catherine Deneuve	som Modern
- Danielle Darrieux som Farmodern
- Simon Abkarian som Fadern

## Mottagande

### Recensioner
Filmen fick en betydande mängd positiva recensioner. Den 2 juni 2013 hade Rotten Tomatoes samlat in 154 recensioner varav 96% (148 stycken) positiva. Metacritic sammanfattar det kritiska mottagandet som "allmänt bifall", och gav filmen ett medelvärde på 90 av 100, baserat på 31 recensioner. Kritiker.se ger filmen ett medelbetyg på 4,0 (av 5) baserat på 19 svenska recensioner. 
Tidningen TIME Magazines Richard Corliss skrev att filmen var en av de tio bästa filmerna 2009, och placerade Persepolis på sjätte plats. Corliss hyllade filmen och kallade den "a legitimate descendant of the Disney classics: a coming-of-age tale, that manages to be both harrowing and exuberant." (ungefärlig översättning: "en berättigad avkomlig till Disneys klassiker: en mognadsberättelse, som lyckas vara både skakande och strålande.")

### "Tio-i-topp"-listor
Filmen har funnits med på många kritikers tio-i-topp-listor över de bästa filmerna 2007.
- 2 - Stephen Hunter, The Washington Post
- 3 - Marc Savlov, The Austin Chronicle
- 3 - Marjorie Baumgarten, The Austin Chronicle
- 4 - Claudia Puig, USA Today
- 4 - Lisa Schwarzbaum, Entertainment Weekly
- 4 - Mike Russell, The Oregonian
- 4 - Stephanie Zacharek, Salon
- 4 - Stephen Holden, The New York Times
- 6 - Richard Corliss, TIME magazine
- 7 - Ella Taylor, LA Weekly
- 8 - Dana Stevens, Slate
- 10 - Peter Rainer, The Christian Science Monitor

## Priser
- Oscarsgalan 2008
  - Nominerad till bästa animerade film.

- Golden Globe 2008
  - Nominerad till bästa utländska film.

- Filmfestivalen i Cannes 2007
  - Vann jurypriset.
  - Nominerad till Guldpalmen

- 2007 European Film Awards
  - Nominerad till bästa film.

- 2007 London Film Festival
  - Southerland Trophy (festivalens största pris)

- 2007 Cinemanila International Film Festival
  - Jurypriset

- 2007 São Paulo International Film Festival
  - Vann för bästa utländska film.

- 2007 Vancouver International Film Festival
  - Vann Rogers People's Choice Award for Most Popular International Film

## Reaktioner från den iranska regeringen
Filmen har dragit till sig klagomål från den iranska regeringen. Redan före premiären vid filmfestivalen i Cannes skickade organisationen Iran Farabi Foundation, en vänorganisation till regeringen, ett brev till den franska ambassaden i Teheran. Där konstaterades att "This year the Cannes Film Festival, in an unconventional and unsuitable act, has chosen a movie about Iran that has presented an unrealistic face of the achievements and results of the glorious Islamic Revolution in some of its parts." (översättning: "Detta års Filmfestival i Cannes har, i en okonventionell och olämplig gärning, valt en film om Iran som har presenterat en orealistisk sida av resultaten av den ärorika islamistiska revolutionen i en del av dess delar.")
I juni 2007 tog man bort filmen från Bangkok International Film Festival efter påtryckningar från den iranska regeringen. Festivalens chef Chattan Kunjara na Ayudhya konstaterade att "I was invited by the Iranian embassy to discuss the matter and we both came to mutual agreement that it would be beneficial to both countries if the film was not shown" (översättning:"Jag bjöds in av den iranska ambassaden för att diskutera ärendet och vi kom fram till att det vore förmånligt för båda länderna om filmen inte visades") och "It is a good movie in artistic terms, but we have to consider other issues that might arise here." ("Det är en bra film artistiskt, men vi måste överväga andra frågor som kan uppkomma här.")
Trots alla invändningar, gav Irans kulturella myndigheter efter i februari 2008 och tillät begränsade visningar av filmen i Teheran, dock med en del scener bortklippta på grund av sexuellt innehåll.